# Croix (cantó de Croix)
Croix és un municipi francès al departament del Nord (regió dels Alts de França), a prop de Lilla i Roubaix. L'any 2006 tenia 20.926 habitants. Limita al nord amb Tourcoing, al nord-est amb Roubaix, a l'oest amb Wasquehal, al sud amb Villeneuve-d'Ascq i al sud-est amb Hem.
Està dividit en dues meitats pel parc Barbieux. Compta amb metro i tramvia. És la vila natal de Théodore Lefebvre, conegut historiador i membre de la Resistència francesa.

## Geografia

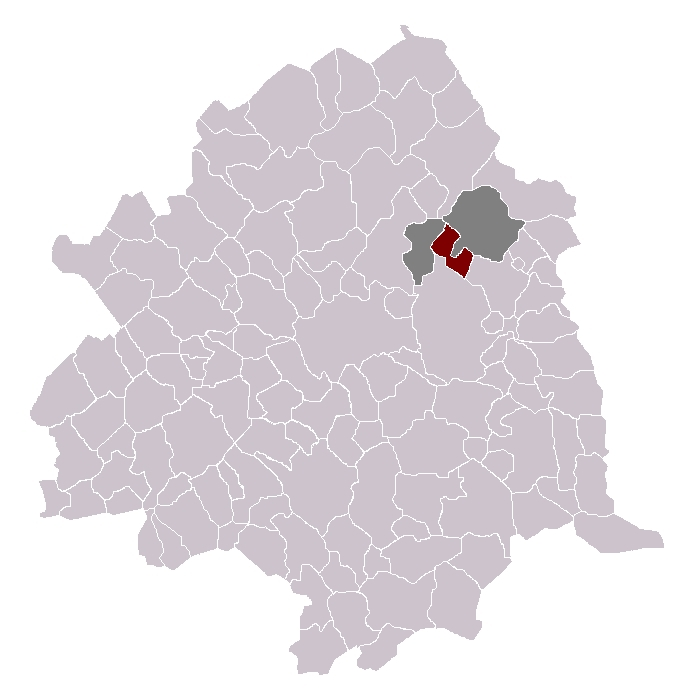
Localització de Croix

A més, el municipi forma part de l'àrea d'atracció de Lille (part francesa), de la qual és un municipi del pol principal. Aquesta zona, que inclou 201 municipis, es classifica en zones amb 700.000 habitants o més (llevat de París).

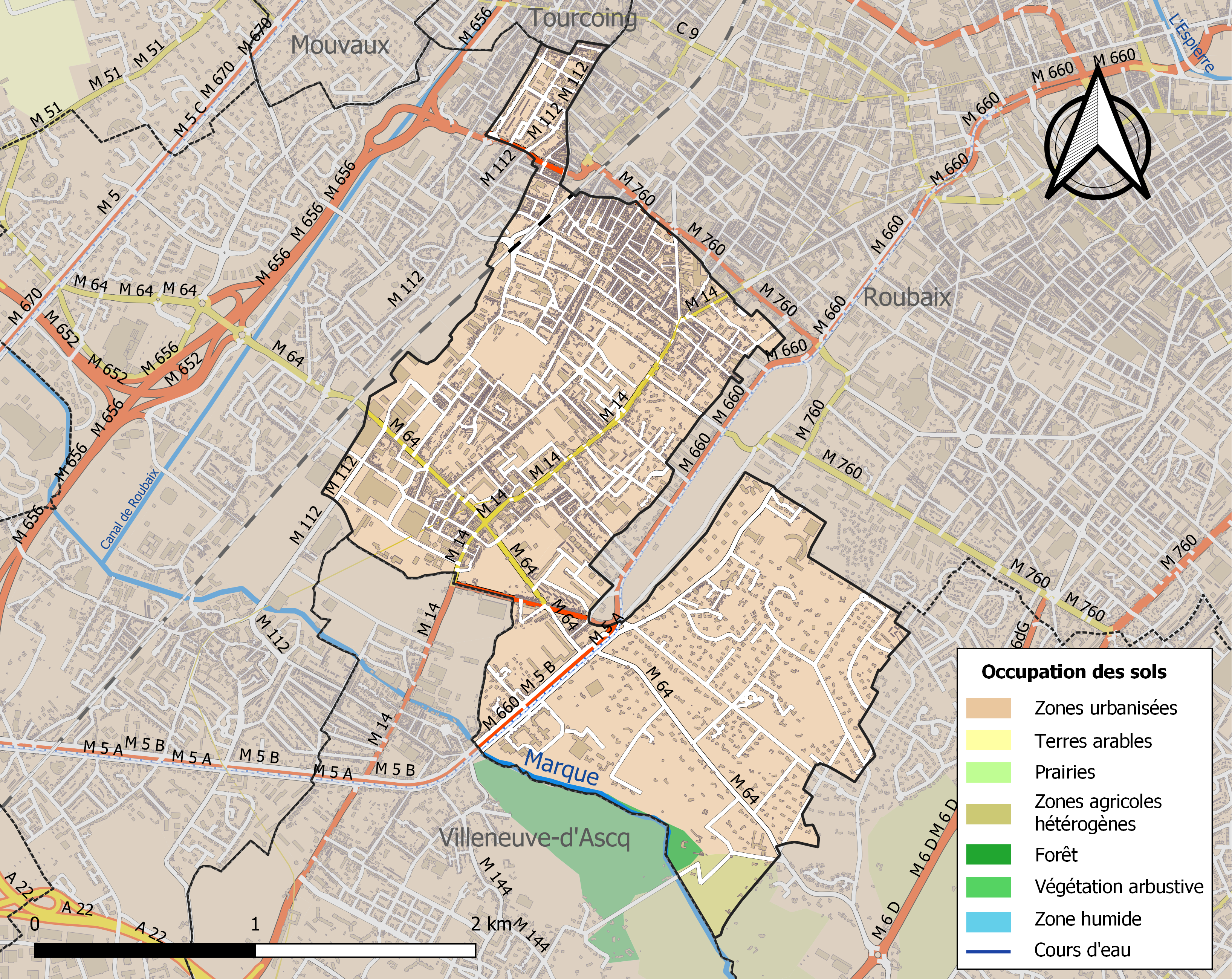
Plànol de l'ocupació dels sols de la comuna el 2018 (CLC).

La cobertura del sòl del municipi, tal com es desprèn de la base de dades biofísica europea de cobertures del sòl CORINE Land Cover (CLC), està marcada per la importància dels territoris artificialitzats (97,1% el 2018), una proporció idèntica a la de 1990 (97,1%). La distribució detallada l'any 2018 és la següent: zones urbanitzades (87,1%), zones industrials o comercials i xarxes de comunicació (9,8%), zones agrícoles heterogènies (2,2%), boscos (0,6%), espais verds artificials, no agrícoles (0,2%).
L'IGN també ofereix una eina en línia per comparar l'evolució en el temps de l'ús del sòl al municipi (o territoris a diferents escales). S'hi poden accedir en forma de mapes o fotografies aèries diverses èpoques: la Carta Cassini (segle xviii), la carte d'état-major (1820-1866) i l'època actual (des del 1950 fins avui dia).
La Croix està formada per quatre barris dins dels quals s'organitza la democràcia local:
- Centre / Saint-Martin, districte que inclou la major part de l'equipament municipal: el centre d'educació infantil, la piscina municipal (inaugurada l'any 2012), un camp de futbol, la comissaria de la Croix que depèn de la comissaria de Roubaix i la ciutat principal. mercat
- Saint-Pierre / Mackelerie, barri on es troba l'ajuntament i el segon mercat de la Croix
- Canal / Planche-Épinoy, on es troba el ramal de la Croix del canal de Roubaix
- Beaumont / Barbieux, barri que tanca el parc Barbieux situat a Roubaix i formant un enclavament al territori municipal de Croix.

## Demografia
| Evolució de la població |       |       |       |       |       |       |       |       |
| 1793                    | 1800  | 1806  | 1821  | 1831  | 1836  | 1841  | 1846  | 1851  |
| 1.168                   | 1.194 | 1.117 | 1.158 | 1.284 | 1.456 | 1.574 | 1.890 | 1.776 |

| 1856  | 1861  | 1866  | 1872  | 1876  | 1881  | 1886  | 1891   | 1896   |
| ----- | ----- | ----- | ----- | ----- | ----- | ----- | ------ | ------ |
| 2.099 | 2.593 | 2.888 | 4.204 | 5.741 | 8.081 | 9.528 | 12.438 | 14.338 |

| 1901   | 1906   | 1911   | 1921   | 1926   | 1931   | 1936   | 1946   | 1954   |
| ------ | ------ | ------ | ------ | ------ | ------ | ------ | ------ | ------ |
| 15.993 | 16.439 | 17.596 | 17.176 | 19.278 | 20.652 | 20.280 | 17.417 | 18.702 |

| 1962   | 1968   | 1975   | 1982   | 1990   | 1999   | 2006 | 2011 | 2016 |
| ------ | ------ | ------ | ------ | ------ | ------ | ---- | ---- | ---- |
| 20.081 | 21.424 | 20.125 | 19.386 | 20.231 | 20.638 | -    | -    | -    |

| 2019 | - | - | - | - | - | - | - | - |
| ---- | - | - | - | - | - | - | - | - |
| -    | - | - | - | - | - | - | - | - |

## Administració
| Període   | Identitat      | Partit     |
| --------- | -------------- | ---------- |
| 1995-2006 | Michel Carnois | UDF        |
| 2006-2008 | Bernard Six    | Nou Centre |
| 2008-     | Régis Cauche   | UMP        |

## Personatges il·lustres
- François Leleux, oboista